# Гранадос, Хосе Луис
Хосе Луис Гранадос Асприлья (исп. José Luis Granados Asprilla; 22 октября 1986, Валера) — венесуэльский футболист, защитник. Выступал за сборную Венесуэлы.

## Биография

### Клубная карьера
Начал выступать на взрослом уровне в 17-летнем возрасте в клубе «Трухильянос». В первой половине сезона 2007/08 выступал за «Карабобо», в ходе сезона перешёл в «Депортиво Тачира», с которым стал чемпионом Венесуэлы. С 2010 года в течение семи сезонов играл за «Депортиво Ла Гуайра», становился серебряным призёром чемпионата и двукратным обладателем Кубка Венесуэлы.
В конце июня 2017 года перешёл в «Минерос Гуаяна», где провёл четыре сезона. В 2021 году снова выступал за «Депортиво Тачира», с которым победил в чемпионате, затем сменил ещё ряд клубов высшего дивизиона.

### Карьера в сборной
Принимал участие в молодёжном чемпионате Южной Америки 2005 года.
Дебютный матч за национальную сборную Венесуэлы сыграл 3 февраля 2008 года против Гаити. 6 марта 2010 года забил свой первый гол за сборную в ворота Северной Кореи. Последнюю игру провёл 7 октября 2011 года против Эквадора.
В 2011 году был в заявке сборной на Кубке Америки, но ни разу не вышел на поле.
Всего в 2008—2011 годах сыграл за национальную команду 20 (по другим данным, 17) матчей и забил один гол. В основном выходил на поле в товарищеских матчах и только трижды участвовал в отборочных играх чемпионата мира.

## Достижения
- Чемпион Венесуэлы: 2007/08, 2021
- Серебряный призёр чемпионата Венесуэлы: 2009/10, 2015
- Обладатель Кубка Венесуэлы: 2014/15, 2015/16, 2017

## Личная жизнь
Братья Мануэль (род. 1989) и Фредди (род. 1995) также футболисты.